# Michel Serres

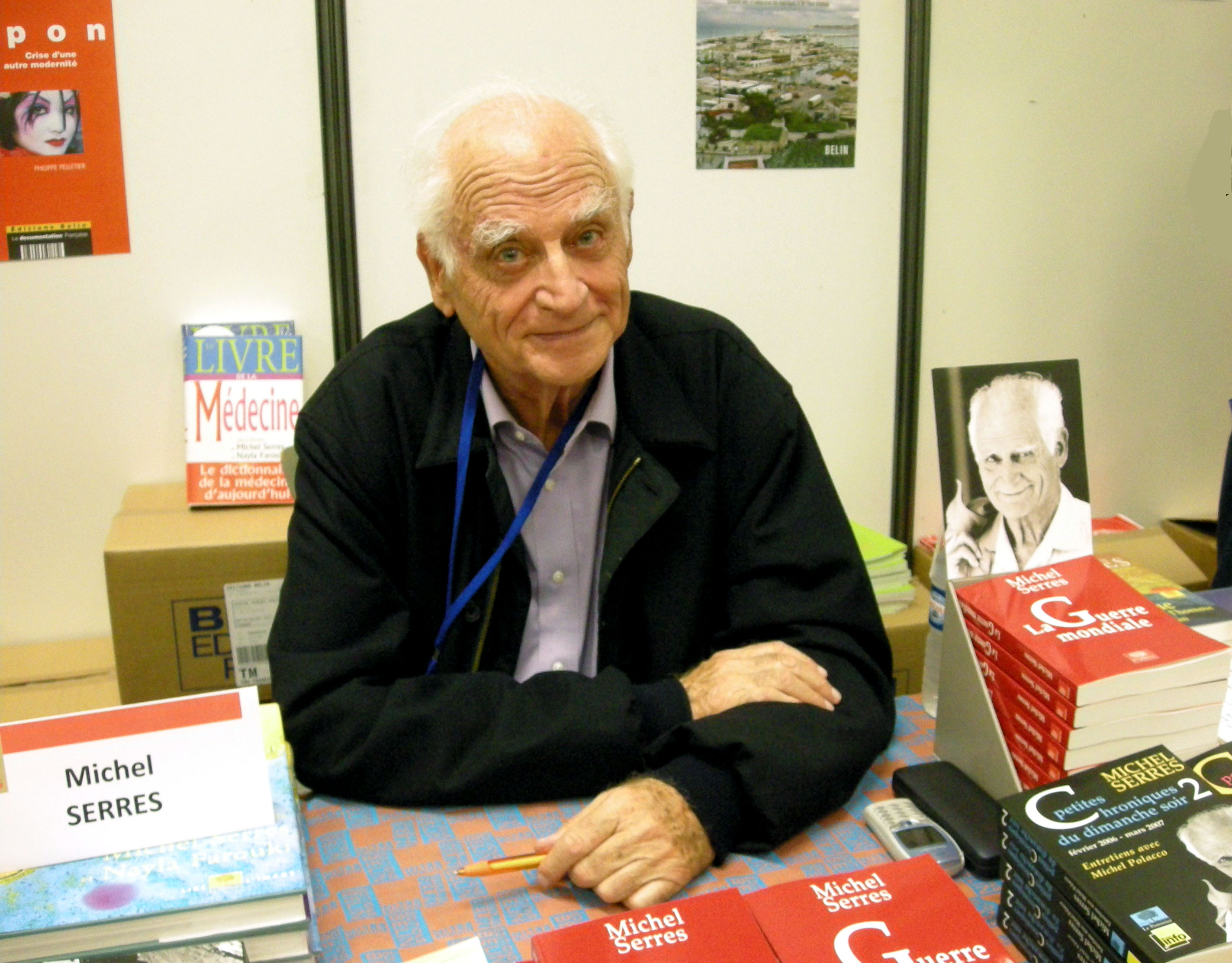
Michel Serres (2008)

Michel Serres (* 1. September 1930 in Agen; † 1. Juni 2019 in Paris) war ein französischer Philosoph.
Serres war Philosophieprofessor an der Sorbonne in Paris und an der kalifornischen Stanford-Universität. 1990 wurde er in die Académie française aufgenommen. Er verfasste mehr als 50 Bücher.

## Werdegang
Serres war Sohn eines Flussschiffers. Er erhielt eine katholische Erziehung und war begeisterter Pfadfinder. 1949 trat er in die Französische Marineschule in Brest ein, anschließend 1952 in die École normale supérieure (Paris), an der er 1955 die Agrégation für Philosophie erreichte. Von 1956 bis 1958 leistete er seinen Militärdienst in der Französischen Marine, mit der er auch am Suezkrieg teilnahm. In den Folgejahren nahm er einen Lehrauftrag an der Universität Blaise Pascal Clermont-Ferrand II an, an der er mit Michel Foucault und dessen Lehrer Jules Vuillemin zusammentraf. 1968 erwarb er sein Doctorat d’État en Lettres. Nach einem kurzen Aufenthalt an der Johns Hopkins University mit Unterstützung des dort lehrenden René Girard bekam er 1969 eine Professur für Wissenschaftsgeschichte an der Universität Paris 1 Panthéon-Sorbonne. 1984 folgte eine parallele Ernennung zum Professor an der Stanford University. Am 29. März 1990 wurde er auf Fauteuil 18 der Académie française gewählt, den vor ihm Philippe Pétain, André François-Poncet und Edgar Faure innehatten. Er war assoziiertes Mitglied der Académie royale des Sciences, des Lettres et des Beaux-Arts de Belgique.
1994 wurde Serres zum Präsidenten des Wissenschaftlichen Beirats für den Bildungskanal France 5 ernannt.
Serres starb am 1. Juni 2019 im Alter von 88 Jahren in Paris. Er war Vater von vier Kindern und wohnte in Vincennes.

## Theorie
Michel Serres entwickelte auf der Basis des Informationsmodells von Claude E. Shannon und beeinflusst durch kybernetische Ansätze eine Kommunikationstheorie: In seiner Theorie rückte Serres den Boten in den Mittelpunkt. Dieser Bote wird in seinem Werk Der Parasit teilweise als Parasit und teilweise als Joker für den Akt der Kommunikation beschrieben. Aufgegriffen haben diesen Ansatz z. B. in der soziologischen Systemtheorie u. a. die Autoren Niklas Luhmann, Maren Lehmann, Dirk Baecker, aber auch Bruno Latour.
In seinen wissenschaftsgeschichtlichen Arbeiten befasste er sich u. a. mit der Entstehung von Astronomie und Geometrie und ihrer technischen Instrumente wie dem Gnomon.

## Würdigungen
- 1987 wurde Serres in den Ordre national du Mérite als Offizier aufgenommen und 1997 zum Commandeur promoviert. Zudem war er auch Mitglied der Ehrenlegion: Chevalier seit 1985, Offizier seit 1993, Commandeur seit 2001 und Großoffizier seit dem 14. Juli 2010, dem französischen Nationalfeiertag.
- 2012 wurde er mit dem Meister-Eckhart-Preis ausgezeichnet.
- 2013 erhielt er den Dan-David-Preis.

## Werke (Auswahl)
- 1968: Hermès I – La communication. Les Éditions de Minuit, Paris.
  - deutsch: Hermes I. Kommunikation. Übersetzt von Michael Bischoff. Merve, Berlin 1991.
- 1972: Hermès II – L’interférence. Les Éditions de Minuit, Paris.
  - deutsch: Hermes II. Interferenz. Übersetzt von Michael Bischoff. Merve, Berlin 1992.
- 1974: Hermès III – La traduction. Les Éditions de Minuit, Paris.
  - deutsch: Hermes III. Übersetzung. Übersetzt von Michael Bischoff. Merve, Berlin 1992.
- 1977: Hermès IV – La distribution. Les Éditions de Minuit, Paris.
  - deutsch: Hermes IV. Verteilung. Übersetzt von Michael Bischoff. Merve, Berlin 1993.
- 1980: Hermès V – Le passage du Nord-Ouest. Les Éditions de Minuit, Paris.
  - deutsch: Hermes V – Die Nordwest-Passage. Übersetzt von Michael Bischoff. Merve, Berlin 1994.
- 1980: Le parasite. Grasset, Paris.
  - deutsch: Der Parasit. Aus dem Französischen von Michael Bischoff. Suhrkamp, Frankfurt am Main 1981.
- 1983: Détachement. Flammarion, Paris.
  - deutsch: Ablösung. Eine Lehrfabel. Klaus Boer, München 1986.[6]
- 1985: Les Cinq Sens. Philosophie des corps mêlés. Grasset, Paris.
  - deutsch: Die fünf Sinne. Eine Philosophie der Gemenge und Gemische. Aus dem Französischen von Michael Bischoff. Suhrkamp, Frankfurt am Main 1993.
- 1987: Statues. Le second livre des fondations. Éditions François Bourin, Paris.
- 1987: L’Hermaphrodite. Flammarion, Paris.
  - deutsch: Der Hermaphrodit. Aus dem Französischen von Reinhard Kaiser. Suhrkamp, Frankfurt am Main 1989.
- 1989: (Hrsg.) Éléments d’histoire des sciences. Bordas, Paris.
  - deutsch: Elemente einer Geschichte der Wissenschaften. Übersetzt von Horst Brühmann. Suhrkamp, Frankfurt am Main 1994.
- 1990: Le contrat naturel. Bourin, Paris 1990.
  - deutsch: Der Naturvertrag. Aus dem Französischen von Hans-Horst Henschen. Suhrkamp, Frankfurt am Main 1994.
- 1991: Le Tiers-Instruit. Bourin, Paris
  - deutsch: Troubadour des Wissens. Versuch über das Lernen. Übersetzt von Karl Werner Modler. Chronos-Verlag, Zürich 2015, ISBN 978-3-0340-1281-2.
- 1993: Les Origines de la géométrie. Tiers Livre des fondations. Flammarion, Paris.
- 1993: La légende des anges. Flammarion, Paris.
  - deutsch: Die Legende der Engel. Insel, Frankfurt am Main 1995.
- 1994: Éclaircissements. Cinq entretiens avec Bruno Latour. Bourin, Paris.
  - deutsch: Aufklärungen. Fünf Gespräche mit Bruno Latour. Übersetzt von Gustav Roßler. Merve, Berlin 2008, ISBN 978-3-88396-242-9.
- 1994: Atlas. Editions Julliard, Paris
  - deutsch: Atlas. Übersetzt von Michael Bischoff. Merve, Berlin 2005, ISBN 978-3-88396-194-1.
- Michel Serres und Nayla Farouki (Hrsg.): Thesaurus der exakten Wissenschaften. Aus dem Französischen von Michael und Ulrike Bischoff, Zweitausendeins, Frankfurt am Main 2001, ISBN 3-86150-620-3.
- 2001: Hominescence Le Pommier, Paris 2001.
- 2008: Le mal propre: polluer pour s’approprier? Le Pommier, Paris 2008.
  - deutsch: Das eigentliche Übel. Übersetzt von Elisa Barth und Alexandre Plank. Merve, Berlin 2009, ISBN 978-3-88396-260-3.
- 2012: Kleine Chroniken. Sonntagsgespräche mit Michel Polacco. Übersetzt von Ronald Voullié. Merve, Berlin 2012, ISBN 978-3-88396-297-9.
- 2012: Petite Poucette. Éditions Le Pommier, Paris 2012, ISBN 978-2-7465-0605-3.
  - deutsch: Erfindet euch neu! Eine Liebeserklärung an die vernetzte Generation. Aus dem Französischen von Stefan Lorenzer. Suhrkamp, Berlin 2013, ISBN 978-3-518-07117-5.
- 2011: Musique. Le Pommier, Paris 2011.
  - deutsch: Musik. Übersetzt von Elisa Barth und Alexandre Plank. Merve, Berlin 2015, ISBN 978-3-88396-314-3.
- 2017: C’était mieux avant. Le Pommier, Paris 2017.
  - deutsch: Was genau war früher besser? Übersetzt von Stefan Lorenzer. Edition Suhrkamp, Berlin 2019, ISBN 978-3-518-07497-8.
- Relire le rélie. Le Pommier, Paris 2019.
  - deutsch: Das Verbindende. Ein Essay über Religion. Übersetzt von Stefan Lorenzer. Suhrkamp Verlag, Berlin 2021, ISBN 978-3-518-03602-0.